# Stadion OSiR w Olsztynie
Stadion OSiR w Olsztynie – stadion piłkarski zlokalizowany przy alei Piłsudskiego 69a w Olsztynie. Z obiektu korzystają głównie piłkarze Stomilu Olsztyn. 

## Historia stadionu

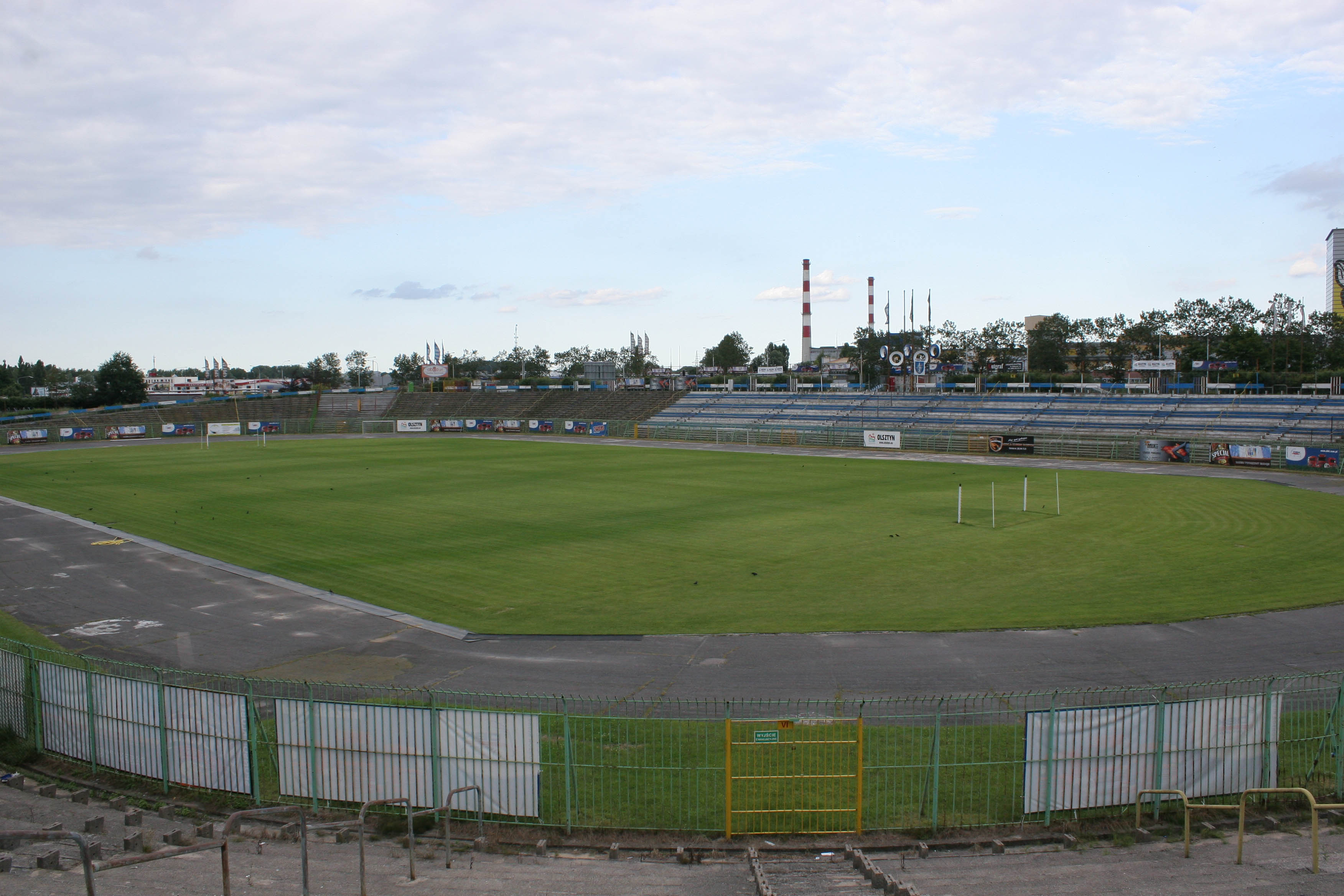
Stadion OSiR w Olsztynie

Stadion został wybudowany w czynie społecznym w 1978 przy ówczesnym Olsztyńskim Zakładzie Opon Samochodowych (OZOS). Pretekstem do jego budowy były Dożynki Centralne organizowane w Olsztynie 10 września 1978. Został on zaprojektowany przez Miastoprojekt. Zespołem projektowym kierował architekt Zbigniew Kurowski, w skład zespołu wchodził m.in. olsztyński architekt Stanisław Sosak.
W 2015 na stadionie postawiono 4 maszty oświetleniowe o mocy 2200 luksów. Po raz pierwszy uruchomiono je 18 czerwca, a ostateczny test przeprowadzono 22 czerwca. Pierwszy mecz rozegrany przy sztucznym oświetleniu odbył się 25 lipca 2015. Jupitery uruchomiono w przerwie spotkania pierwszej rundy Pucharu Polski pomiędzy Stomilem a Sandecją Nowy Sącz. Pierwszy pełny ligowy mecz przy sztucznym świetle miał miejsce 8 sierpnia 2015. Rywalem Stomilu ponownie była Sandecja.
W 2018 w wyniku remontu płyty boiska uzyskał nową murawę. W efekcie prac zlikwidowano asfaltową bieżnię. Korzystali z niej m.in. rajdowcy biorący udział w Rajdzie Kormoran. Na olsztyńskim obiekcie rozgrywany był prolog wyścigu.
W 2022 zwiększono pojemność stadionu do 4500 miejsc siedzących.
W latach 1988–2004 świetlica klubowa przy stadionie stanowiła siedzibę olsztyńskiego Muzeum Sportu.

## Dane obiektu
Pierwotnie obiekt posiadał 16800 miejsc siedzących, w tym 3500 na trybunie krytej. W czasie występów Stomilu w ekstraklasie oraz już po spadku do niższych lig stopniowo zamykano fragmenty trybuny odkrytej, do tego stopnia, że obecnie czynny jest wyłącznie sektor dla kibiców gości, zlokalizowany na północno-wschodnim łuku, gdzie mieści się około 500 miejsc siedzących. Zanim doszło do dostawienia nowych krzesełek w 2022, na stadionie było 2550 miejsc siedzących. Obecnie jest to 4500 miejsc.
Na trybunie krytej umiejscowione są stanowiska dziennikarskie oraz sektor dla VIP-ów. Na trybunie otwartej mieścił się sektor nazywany przez kibiców biało-niebieskim. Niegdyś tzw. młyn umieszczony był na łuku stadionu pod zegarem, jednak jeszcze wówczas gdy Stomil występował w ekstraklasie, sektor ten został zamknięty.

## Mecze

### Mecze ekstraklasy
W latach 1994–2002 na stadionie odbywały się spotkania piłkarskie w ramach rozgrywek ekstraklasy. Swych rywali gościł na nim wówczas Stomil Olsztyn. 

### Mecze finałowe Pucharu polski
24 czerwca 1989 roku na stadionie odbyło się finałowe spotkanie Pucharu Polski pomiędzy Jagiellonią Białystok a Legią Warszawa. Mecz ten obejrzało ok. 20 tysięcy kibiców, zwyciężył zespół ze stolicy 5:2.

### Mecze reprezentacji Polski na stadionie Stomilu
Reprezentację Polski gościła na stadionie jeden raz - 24 września 1997 roku podejmowała w Olsztynie w towarzyskim spotkaniu Reprezentację Litwy. Mecz zakończył się zwycięstwem gospodarzy 2:0, a bramki zdobyli Cezary Kucharski i Wojciech Kowalczyk.